# جون جورج بارنستون
جون جورج بارنستون هو سياسي كندي، ولد في 1838، وتوفي في 1883.